# Тоне-Мару
Тоне-Мару — транспортне судно, яке під час Другої світової війни брало участь у операціях японських збройних сил на Тихому океані. Також відоме як Zyunyo Maru.
Судно спорудили в 1938 році на верфі Urabe Zosen Tekkosho для компанії Sankyo Kaiun. 
28 вересня 1944-го «Тоне-Мару» знаходилось в Балікпапані (центр нафтової промисловості на сході острвоа Борнео), де було потоплене літаками «Каталіна» військово-морських сил США.
Можливо відзначити, що у списках японських втрат також рахується потоплення судна з назвою «Тоне-Мару» 5 липня 1945-го, при цьому район загибелі знаходиться в Банджермасіні (південне узбережжя Борнео), а успіх належить літакам армійської авіації США.